# Drammensfjord
Le Drammensfjord est un fjord de Norvège qui débouche dans l'Oslofjord, au sud du pays.
D'une forme courbe orientée vers le nord puis le nord-ouest, il constitué l'estuaire de la Drammenselva qui s'y jette au niveau de la ville de Drammen.

## Source
- (en) Cet article est partiellement ou en totalité issu de l’article de Wikipédia en anglais intitulé « Drammensfjord » (voir la liste des auteurs).